# Might and Magic IV: Clouds of Xeen
Might and Magic IV: Clouds of Xeen è il quarto capitolo della serie di videogiochi della New World Computing Might and Magic.

## Trama
Might and Magic IV ruota intorno agli eventi accaduti dopo Might and Magic III. I problemi continuano ad affliggere il mondo di Xeen. Un misterioso malvagio a nome del Signore di Xeen ha rivendicato il possesso della terra e sta scatenando il caos in tutto il pianeta. Un nuovo gruppo di eroi dovrà fermarlo e salvare la Terra di Xeen.